# Кам'янка (ліва притока Случі)
 Кам'янка (рос. Каменка) — річка в Україні, у Полонському районі Хмельницької області. Ліва притока Случі, (басейн Прип'яті).

## Опис
Довжина річки приблизно 7,28 км, найкоротша відстань між витоком і гирлом — 5,58 км, коефіцієнт звивистості річки — 1,31. Річка формується декількома безіменними струмками та загатами.

## Розташування
Бере початок на північно-східній стороні від села Блидні. Спочатку тече на північний захід, потім повертає на північний схід, тече через село Котюржинці і на південно-східній стороні від Черніївки впадає в річку Случ, праву притоку Горині.

## Природно-заповідний фонд
У пригирловій частині річка протікає через ландшафтний заказник Малі і Великі Луки.